# Phyllogomphoides aculeus
Phyllogomphoides aculeus – gatunek ważki z rodziny gadziogłówkowatych (Gomphidae). Występuje na terenie Ameryki Południowej.